# Arenaria puranensis
Arenaria puranensis är en nejlikväxtart som beskrevs av Li Hua Zhou. Arenaria puranensis ingår i släktet narvar, och familjen nejlikväxter. Inga underarter finns listade i Catalogue of Life.